# Camillo Acqua
Camillo Acqua est un entomologiste italien, né le 30 août 1863 à Velletri près de Rome et mort le 25 mars 1936 à Ascoli Piceno.

## Biographie
Directeur de l’Istituto Bacologico (Institut de sériciculture) de Portici (près de Naples) puis de la Stazione Sperimentale di Gelsicoltura e Bachicoltura (Station expérimentale de culture du mûrier et d’élevage du ver à soie) d’Ascoli Piceno.
Il fait paraître une centaine d’articles sur le ver à soie.